# Камінська Ольга Іванівна
Ольга Іванівна Камінська (нар. 19 грудня 1958, Тернопіль) — українська співачка (лірико-колоратурне сопрано). Народна артистка України (1999). Дипломант Всесоюзного конкурсу ім. М. Глінки.

## Життєпис
Закінчила Тернопільську музичну школу та музичне училище ім. С. Крушельницької, Київську консерваторію (1985, викладач Зоя Христич). Відтоді працює в Київському театрі оперети.
Пропагувала українське мистецтво в Болгарії, Канаді, Польщі, Монголії, США, Югославії.
На студії «Укртелефільм» знялася у фільмах:
- «Найкращі мелодії з оперет»
- «В ритмі вальсу»

Серед ролей — Одетта, Маріца, Сільва, Теодора, Ютта («Баядера», «Маріца», «Сільва», «Принцеса цирку», «Голландочка» Імре Кальмана) та інші.